# Tweede Kamerverkiezingen 2021/Kandidatenlijst/PvdA
Dit is de kandidatenlijst voor de Tweede Kamerverkiezingen van 2021 van de Partij van de Arbeid zoals die op 5 februari 2021 is vastgesteld door de Kiesraad.

## Landelijke kandidaten
- vet: verkozen
- schuin: voorkeurdrempel overschreden

1. Lilianne Ploumen, Amsterdam - 401.880 stemmen
2. Khadija Arib, Amsterdam - 52.493
3. Henk Nijboer, Groningen - 23.512
4. Attje Kuiken, Breda - 19.543
5. Kati Piri, 's-Gravenhage - 6.330
6. Joris Thijssen, Muiderberg - 2.666
7. Barbara Kathmann, Rotterdam - 4.780
8. Gijs van Dijk, Den Burg - 2.053
9. Habtamu de Hoop, Easterein - 10.092
10. Songül Mutluer, Zaandam - 4.896[1]
11. Mohammed Mohandis, Gouda - 1.420[1]
12. Kirsten van den Hul, 's-Gravenhage - 4.533
13. Julian Bushoff, Groningen - 2.811[1]
14. Kavish Bisseswar, Beijing (CN) - 2.824
15. Charlotte Brand, Nijmegen - 6.549
16. Sofyan Mbarki, Amsterdam - 1.643
17. Mikal Tseggai, 's-Gravenhage - 4.841
18. Bart van Bruggen, Utrecht - 924
19. Christa Oosterbaan, West-Terschelling - 3.061
20. Barbara Oomen, Middelburg - 6.757
21. Inge Oosting, Elim - 2.649
22. Jasper Kuntzelaers, Venlo - 1.621
23. Mirthe Biemans, Utrecht - 1.311
24. Matthijs van Neerbos, Rotterdam - 556
25. Alptekin Akdoğan, Houten - 901
26. Attiya Gamri, Overveen - 1.428
27. Iris Vrolijks, Maassluis - 1.707
28. Abassin Nessar, Almere - 1.274
29. Maarten van den Bos, Bemmel - 453
30. Fatihya Abdi, Amsterdam - 1.493
31. Stan Peters, 's-Hertogenbosch - 690
32. Lenna Vromans, Heemstede - 783
33. Rebekka Tselms, Amsterdam - 344
34. Marcelle Buitendam, Vinkeveen - 257
35. Loes Ypma, Woerden - 520
36. Jerzy Soetekouw, Almere - 890
37. Bas Bijlsma, Amsterdam - 211
38. Marieke van Duijn, Haarlem - 480
39. Joke de Kock, Terheijden - 468
40. Yasin Torunoglu, Eindhoven - 621
41. Aya Selman, Almere - 1.140
42. Marc Newsome, Leiden - 274
43. Yara Hümmels, Enschede - 1.519
44. Marco Eestermans, Kloetinge - 196
45. Peter Zwiers, 2e Exloërmond - 671
46. Michiel Emmelkamp, Amsterdam - 111
47. Amma Asante, Badhoevedorp - 739

## Regionale kandidaten
De plaatsen 48 t/m 50 op de lijst waren per kieskring verschillend ingevuld.

### Groningen
1. Tjeerd van Dekken, Groningen - 193
2. Laura Broekhuizen, Winschoten - 459
3. Bé Schollema, Middelstum - 550

### Leeuwarden
1. Sjoerd Feitsma, Leeuwarden - 386
2. Houkje Rijpstra, Gytsjerk - 408
3. Stella van Gent, Sneek - 346

### Assen
1. Roelie Goettsch, Assen - 275
2. Mark Tuit, Hollandscheveld - 119
3. Janny Roggen, Vries - 222

### Zwolle
1. Theo Schouten, Almelo - 271
2. Eefke Meijerink, Zwolle - 499
3. Drees Kroes, Hengelo - 309

### Lelystad
1. Willem de Jager, Lelystad - 66
2. Dania Al-Obaidi, Almere - 40
3. Rien van der Velde, Emmeloord - 64

### Nijmegen
1. Marinka Mulder, Oosterbeek - 22[2]
2. Rita Weeda, Renkum - 17
3. Peter Kerris, Nijmegen - 70[3]

### Arnhem
1. Marinka Mulder, Oosterbeek - 160[2]
2. Anne Janssen, Wageningen - 170
3. Peter Kerris, Nijmegen - 73[3]

### Utrecht
1. Julie d'Hondt, Utrecht - 88
2. Rob van Muilekom, Amersfoort - 107
3. Hans Spekman, Utrecht - 288

### Amsterdam
1. Carolien Gehrels, Amsterdam - 53
2. Elvira Sweet, Amsterdam - 100
3. Hedy d'Ancona, Amsterdam - 176[4]

### Haarlem
1. Xander den Uyl, Haarlem - 113
2. Hedy d'Ancona, Amsterdam - 90[4]

### Den Helder
1. Peter de Vrij, Den Helder - 99
2. Paul Verbruggen, Alkmaar - 162
3. Stefan Brau, Heerhugowaard - 133

### 's-Gravenhage
1. Samir Ahraui, 's-Gravenhage - 29
2. Marit Maij, 's-Gravenhage - 23
3. Jeltje van Nieuwenhoven, 's-Gravenhage - 123

### Rotterdam
1. Steven Lammering, Rotterdam - 83
2. Richard Moti, Rotterdam - 370
3. Hamit Karakus, Rotterdam - 139

### Dordrecht
1. Hayri Yildiz, Delft - 69
2. Reshma Roopram, Barendrecht - 160
3. Wouter Struijk, Spijkenisse - 287

### Leiden
1. Sophie Heesen, Gouda - 66
2. Rosalie Bedijn, Noordwijk - 134
3. Abdelhaq Jermoumi, Leiden - 93

### Middelburg
1. Laszlo van de Voorde, Zaamslag - 95
2. Chris Maas, Domburg - 41
3. Kees Verburg, Hansweert - 53

### Tilburg
1. Adam Ahajaj, Bergen op Zoom - 69
2. Bea Mieris, Tilburg - 296
3. Arjen van Drunen, Teteringen - 86

### 's-Hertogenbosch
1. Sultan Günal-Gezer, Uden - 106
2. Antoinette Knoet, Vlierden - 103
3. Erik van Merrienboer, Eindhoven - 239

### Maastricht
1. Merle van Leusden-Brüning, Brunssum - 642
2. Manon Fokke, Maastricht - 466
3. Jan Smeets, Sittard - 365

### Bonaire
1. John Leerdam, Amsterdam - 12
2. Hedy d'Ancona, Amsterdam - 0[4]

VVD · PVV · CDA · D66 · GroenLinks · SP · PvdA · ChristenUnie · Partij voor de Dieren · 50PLUS · SGP · DENK · FVD · BIJ1 · JA21 · Code Oranje · Volt · NIDA · Piratenpartij · LP · JONG · Splinter · BBB · NLBeter · LHK · OPRECHT · JEZUS LEEFT · TROTS · UCF · Lijst 30 · PvdE · DFP · VSN · WZNL · Modern Nederland · De Groenen · PvdR
1946 · 1948 · 1952 · 1956 · 1959 · 1963 · 1967 · 1971 · 1972 · 1977 · 1981 · 1982 · 1986 · 1989 · 1994 · 1998 · 2002 · 2003 · 2006 · 2010 · 2012 · 2017 · 
2021 · 2023